# Otto Heinrich Warburg
Otto Heinrich Warburg (Freiburg im Breisgau, 8 de outubro de 1883 – Berlim, 1 de agosto de 1970) filho do físico Emil Warburg, foi um fisiologista, médico alemão, e laureado com o Nobel. Ele serviu como oficial na elite Uhlan (regimento de cavalaria) durante a Primeira Guerra Mundial. Ele foi o único destinatário do Prêmio Nobel de Fisiologia ou Medicina em 1931. No total, foi indicado ao prêmio 47 vezes ao longo de sua carreira.

## Biografia
Otto Heinrich Warburg nasceu em Freiburg im Breisgau em 1883, perto da fronteira com a Suíça. A mãe de Otto era filha de uma família protestante de banqueiros e funcionários públicos de Baden. Seu pai, Emil Warburg, havia se convertido ao protestantismo quando adulto, embora os pais de Emil fossem judeus ortodoxos. Emil era um membro da ilustre família Warburg de Altona, e havia se convertido ao Cristianismo após um desentendimento com seus pais judeus conservadores.
Otto Warburg estudou química com Emil Fischer e obteve seu doutorado em química em Berlim em 1906. Ele então estudou com Ludolf von Krehl e obteve o grau de doutor em medicina em Heidelberg em 1911.
Entre 1908 e 1914, Warburg foi afiliado à Estação Biológica Marinha de Nápoles, (em Nápoles, Itália), onde conduziu pesquisas. Nos anos posteriores, ele voltaria para visitas e manteve uma amizade ao longo da vida com a família do diretor da estação, Anton Dohrn.
Um equestre ao longo da vida, ele serviu como oficial da elite Uhlans (cavalaria) no front durante a Primeira Guerra Mundial, onde ganhou a Cruz de Ferro. Warburg mais tarde creditou essa experiência por ter proporcionado a ele insights inestimáveis sobre a "vida real" fora dos confins da academia. Perto do final da guerra, quando o desfecho era previsível, Albert Einstein, que fora amigo do pai de Warburg, Emil, escreveu a Warburg a pedido de amigos, pedindo-lhe que deixasse o exército e voltasse à academia, pois seria uma tragédia para o mundo perder seus talentos.

## Trabalho científico
Enquanto trabalhava na Estação Biológica Marinha, Warburg realizou pesquisas sobre o consumo de oxigênio em ovos de ouriço-do-mar após a fertilização e mostrou que, após a fertilização, a taxa de respiração aumenta até seis vezes. Seus experimentos também mostraram que o ferro é essencial para o desenvolvimento da fase larval.
Warburg investigou o metabolismo dos tumores e a respiração das células, particularmente as células cancerosas, e em 1931 recebeu o Prêmio Nobel de Fisiologia por sua "descoberta da natureza e do modo de ação das enzimas respiratórias". Em particular, ele descobriu que os tumores animais produzem grandes quantidades de ácido láctico. O prêmio veio depois de receber 46 indicações ao longo de um período de nove anos, começando em 1923, 13 das quais foram apresentadas em 1931, ano em que ele ganhou o prêmio.
Em zoologia na Universidade de Columbia, recebeu um prêmio do Conselho Nacional de Pesquisa dos Estados Unidos para estudar com Warburg. Durante seu tempo com Warburg, 1932-1933, Wald descobriu a vitamina A na retina.

## Hipótese do câncer
Warburg levantou a hipótese de que o crescimento do câncer é causado por células tumorais que geram energia (como, por exemplo, trifosfato de adenosina / ATP), principalmente pela quebra anaeróbia da glicose (conhecida como fermentação ou respiração anaeróbica). Isso contrasta com as células saudáveis, que geram energia principalmente a partir da degradação oxidativa do piruvato. O piruvato é um produto final da glicólise e é oxidado dentro da mitocôndria. Portanto, de acordo com Warburg, o câncer deve ser interpretado como uma disfunção mitocondrial.
O câncer, acima de todas as outras doenças, tem inúmeras causas secundárias. Mas, mesmo para o câncer, existe apenas uma causa principal. Resumindo em poucas palavras, a principal causa do câncer é a substituição da respiração do oxigênio nas células normais do corpo por uma fermentação de açúcar. - Otto H. Warburg
Warburg continuou a desenvolver a hipótese experimentalmente e deu várias palestras proeminentes delineando a teoria e os dados.
Hoje, acredita-se que mutações em oncogenes e genes supressores de tumor sejam responsáveis pela transformação maligna, e as alterações metabólicas que Warburg considerava causais são agora consideradas como resultado dessas mutações.
Uma recente reavaliação dos dados de experimentos de transferência nuclear / citoplasma, onde os núcleos das células cancerosas são colocados no citoplasma normal e onde os núcleos das células normais são colocados no citoplasma canceroso, apoia o papel do metabolismo no câncer e as mitocôndrias no auxílio à supressão do tumor. Ainda assim, como fica evidente nas referências aqui contidas, esse fenômeno promissor ainda falha em explicar a origem do câncer como Warburg propôs originalmente. Embora a hipótese de Warburg certamente tenha inspirado a comunidade científica a investigar mais a fundo o campo do metabolismo do câncer, sua tendência a simplificar demais talvez o tenha impedido de aceitar o papel extremamente complexo e as interações entre as mitocôndrias e o núcleo, ou mais geralmente, metabolismo e mutações.

## Morte
Sua sepultura está localizada no Cemitério de Dahlem.